# جبل مون

## جبل مون
ويقع جبل مون جبل شمال الجنينة على بعد 50 ميل تقريبا، ولم يعلم المكون المحلي قيمة الجبل المعدنية حتى عام 1983، عندما وقعت مجاعة على دارفور نتيجة لجفاف ضرب المنطقة مما كان سببا في تدفق المنظمات الإغاثية ومن ضمن تلك المنظمات منظمة ألمانية اشترطت على حكومة السودان تقديم إغاثة فقط لشمال الجنينة.

## السكان
سكان جبل مون منها قبيلة المسيرية جبل ومجموعة من القبائل الأخرى

## موارد جبل مون
جبل مون غنية بالمعادن النفيسة منها اليورانيوم والكروم وايضا الذهب

## غرب دارفور
غرب دارفور هي ولاية سودانية تقع في أقصى غرب السودان تشكل واحداً من 18 ولاية في السودان وأحد الولايات الخمسة التي يتشكل منها إقليم دارفور، تبلع مساحة الولاية 79,460 كم مربع وعدد السكان فيها حوالي المليون نسمة.حيث تقع جبل مون داخل حدود الولاية